# Motherwellia
- Commons
- Wikispecies

Motherwellia é um género botânico pertencente à família Araliaceae.
1. ↑  «Motherwellia — World Flora Online». www.worldfloraonline.org. Consultado em 19 de agosto de 2020